# 布茲·藍道夫
布茲·藍道夫（英語：Boots Randolph，1927年6月3日—2007年7月3日），原名荷馬·路易斯·藍道夫三世（英語：Homer Louis Randolph III，是美國薩克斯風演奏者。1963年被發掘，喜劇演員班尼·希爾使用他來演奏自己秀的主題曲，而耳熟能詳的曲子「葉克蒂·薩克斯」（Yakety Sax）是其代表作。藍道夫的職業生涯裡大部分主要是做為「納許維爾之音」裡最主要的一員。

## 生涯
藍道夫生於肯塔基州帕迪尤卡，並在該州加迪斯成長，在印地安那州艾凡斯維爾的高中就讀。。
在第二次世界大戰結束時，藍道夫在美國陸軍的軍樂隊裡擔任薩克斯風、長號以及顫音琴的演奏。在結束軍旅後，他從1948年到1954年在伊利諾州迪凱特與樂團「Dink Welch's Kopy Kats」一起進行了演出活動。他在路易維爾滯留了一段時間後回到了迪凱特，並成立自己的樂團活動。在那之後1957年他離開了迪凱特。
在做為演奏家超過40年的時間裡，藍道夫到過數百個會場演奏，Pop、搖滾樂、爵士、鄉村音樂與各式各樣的音樂家一起共同演出。他是艾維斯·普里斯萊（Elvis Presley，貓王）的音樂專輯的演奏者，他還為普里斯萊的電影作品用的原聲音樂裡進行演奏。
藍道夫用田納西州納許維爾的紀念碑唱片收錄，他在羅伊·奧比森（Roy Orbison）的1963年的流行歌曲「Mean Woman Blues」裡演奏。其他，像是快速馬車合唱團的「Little Queenie」、阿爾·賀特（Al Hirt）的「Java」、傑瑞·李·路易斯（Jerry Lee Lewis）的「Turn On Your Lovelight」、布蘭達·李（Brenda Lee）的「Rockin' 'Round The Christmas Tree」等的曲子都有藍道夫的特色。他常稱呼自己為藍迪·藍道夫（Randy Randolph），並是百萬樂團的一個成員。
1977年，藍道夫在納許維爾自己的俱樂部「印刷小巷」（Printers Alley）開張，並獲得了好評。還有他也在電視的音樂節目「Hee Haw」活躍的演出。
藍道夫在2007年7月3日時，因為腦出血在納許維爾的醫院裡去世，享年80歲。他最後的作品獨奏錄音室專輯「A Whole New Ballgame」於2007年6月12日被發售。

## 外部連結
- 布茲·藍道夫個人官網 （页面存档备份，存于）
- Boots Randolph在互联网电影资料库（IMDb）上的資料（英文）